# Fritz Riedl
Fritz Riedl auch Friedrich Riedl (* 10. Juni 1923 in Wien; † 2012 in Linz) war ein österreichischer Künstler und abstrakter Bildweber.

## Leben
Fritz Riedl wurde 1923 in Wien geboren. Die Familie seines Vaters kam aus Niederösterreich, während seine Mutter von einer polnischen Familie abstammte. Von 1938 bis 1939 studierte Fritz Riedl an der Akademie der bildenden Künste Wien. 1941 erfolgte sein Eintritt in die Wehrmacht. Als Funker kam er an die russische Front. 1944 wurde Fritz Riedl durch Granatsplitter schwer verletzt in ein Lazarett gebracht. Sein Dienst in der Wehrmacht hatte somit ein Ende und er konnte nach dem Krieg im September 1945 sein Studium an der Wiener Akademie fortsetzen. Unter den schweren Bedingungen der Nachkriegszeit, studierte er, gemeinsam mit anderen Persönlichkeiten wie Arik Brauer, Ernst Fuchs, Rudolf Hausner, Wolfgang Hutter, Anton Lehmden, Johanna Schidlo und für kurze Zeit auch Friedensreich Hundertwasser. Anfangs entstanden surrealistische Bilder, die die düsteren Jahre des Krieges darstellten. Doch allmählich entwickelten sich farbenkräftige abstraktere Formen. Immer im Zentrum künstlerischer Aktivitäten präsent, sah man Fritz Riedl im Strokoffer Art Club sowie auch bei Lesungen Güterslohs. Im Jahre 1949 beendete Riedl das Studium an der Akademie und studierte noch als außerordentlicher Hörer Lithografie an der Hochschule für angewandte Kunst in der Meisterklasse von Franz Herberth (1907–1973). Danach begann er die Bildwirkerei als entscheidendes künstlerisches Medium für sich zu entdecken. In seinem Atelier am Sebastianplatz entstanden zahlreiche Tapisserien, die er teilweise mit seiner damaligen Frau Johanna Schidlo anfertigte. Das Atelier diente eine Zeitlang auch als Kulturtreffpunkt für verschiedene Künstler, unter ihnen Thomas Bernhard, Jeannie Ebner und Peter Turrini, Markus Prachensky. Riedl war auch Mitglied des Art Club in Wien.
Fritz Riedl und sein Webatelier bekamen den Auftrag der Gemeinde Wien den Bildteppich Die Welt und der Mensch von Herbert Boeckl anzufertigen. Es folgten noch andere wichtige Aufträge. Nach Beendigung der Auftragsarbeiten, begann Fritz Riedl selbst entworfene Tapisserien auszuführen, unter anderem für das Kongreßhaus Wien, die Weltgesundheitsorganisation in Genf und den Europarat in Straßburg.
Im Sommer 1967 kam Riedl über Umwegen nach Mexiko. Fasziniert von diesem farbenfrohen und sonnigen Land, beschloss er in Zusammenarbeit mit einem österreichischen Architekten eine Gobelinwerkstatt zu gründen. Die Werkstatt erwies sich als äußerst erfolgreich und es wurden viele eigene Tapisserien sowie auch Aufträge von Künstlern aus aller Welt ausgeführt. Er arbeitete auch als Gastdozent an der Universität von Guadalajara. Die Gobelinwerkstatt wird unter der Leitung Jaime Ashidas noch bis zum heutigen Tag weitergeführt.
Im Jahre 1976 kehrte Riedl nach Österreich zurück und erhielt die Berufung für eine Professur an der Universität für künstlerische und industrielle Gestaltung Linz. Er gründete 1978 das Institut für künstlerische Textilgestaltung und leitete es bis zu seiner Emeritierung im Jahr 1991.
Fritz Riedl lebte und arbeitete abwechselnd in Mexiko und in Linz bis zu seinem Tod im Jahr 2012.

## Ausstellungen
- 1984 Ausstellungsbeteiligung in Wien, Neuer Hagenbund, Kunsthalle Zedlitzgasse
- 1950 Mitglied des Art-Club, Wien; Ausstellung im Strohkoffer
- 1953 Einzelausstellungen in Frankfurt, Kunstkabinett Bekker von Rath und Stuttgart, Landesgewerbemuseum
- 1954 Teilnahme an der XXVII. Biennale Venedig
- 1956 Teilnahme an Ausstellungen in Philadelphia, Museum School of Art, Cincinnati, Cincinnati Art Museum, und New York, Museum of Contemporary Craft
- 1958 Einzelausstellung in Athen, Galerie Parnassos
- 1959 Teilnahme an der II. Documenta in Kassel
- 1960 Einzelausstellung in Wien, Griechenbeisl; Einzelausstellung in Rom, RUI; Ausstellungsbeteiligung in Aschaffenburg, Galerie 59
- 1962 Teilnahme an der Biennale in Sāo Paulo, Einzelausstellung in Wien, Österreichisches Museum für angewandte Kunst
- 1964 Einzelausstellung in Wien, Galerie Peithner-Lichtenfels
- 1965 Teilnahme an der Textilbiennale In Lausanne
- 1966 Einzelausstellung in Stockholm, Sweagalleriet und in Graz, Forum Stadtpark
- 1967 Einzelausstellung in Linz, Neue Galerie der Stadt Linz, und im Österreichischen Kulturinstitut New York, Ausstellungstournee an 14 amerikanischen Universitäten
- 1968 Einzelausstellung in Mexiko-Stadt im Palacio de Bellas Artes als Beitrag Österreichs zur Kulturolympiade, weiters in Guadalajara, Escuela de Artes Plásticas de la Universidad
- 1969 Ausstellungsbeteiligung in Linz, Neue Galerie der Stadt Linz, zweite Teilnahme an der Textilbiennale in Lausanne
- 1970 Einzelausstellung in Los Angeles, Galerie Mary Louise Sanders
- 1972 Einzelausstellung in Wien, Galerie Internationales Studentenheim, und in Guadalajara, Goethe-Institut
- 1976 Einzelausstellung in Guadalajara, Goethe-Institut
- 1977 Ausstellung in Linz, Galerie Maerz
- 1978 Einzelausstellung in Wien, Österreichisches Museum für angewandte Kunst; Präsident der Künstlervereinigung MAERZ
- 1981 Organisation und Durchführung der internationalen Textilausstellung «Textilkunst81» in Linz und Wien
- 1983 Einzelausstellung in Wels, Staedtische Galerie
- 1984 Einzelausstellung in Salzburg, Galerie über dem Café Mozart, und in Wien, Neue Galerie
- 1985 Ausstellung in Klagenfurt, Galerie Carinthia
- 1986 Ausstellungen in Klagenfurt, Galerie Carinthia, und in Linz, Allgemeine Sparkasse
- 1989 Ausstellung gemeinsam mit Studenten in Mexiko-Stadt, Museo de Arte Moderno, Ausstellung in Wien, Neue Galerie
- 1990 Ausstellung gemeinsam mit Virginia Riedl in Bad Ischl, Landesmusikschule
- 1991 Einzelausstellungen in Wien, Neue Galerie und in Linz, Galerie Maerz
- 1994 Ausstellung in Guadalajara, Galerie im Exconvent del Carmen; Ausstellung in Guadalajara, Goethe-Institut
- 1995 Ausstellung in Geras, Neue Galerie Geras
- 1996 Ausstellung in Guanajuato, Museo del Pueblo und in Guadalajara, Goethe-Institut
- 1997 Ausstellung in Ajijic, Galerie CABA und in Guadalajara, Exconvent del Carmen, Teilnahme an der Europaausstellung in Mexiko-Stadt
- 1998 Ausstellung in Geras, Neue Galerie Geras
- 2004 Personale in der Österreichischen Galerie Belvedere, Wien Oberes Belvedere
- 2004 Ausstellung in der Universität für künstlerische Gestaltung Linz, Linz
- 2004 Ausstellung Alpen-Adria-Galerie Klagenfurt, Klagenfurt

## Auszeichnungen
- 1962 Grand Prix für angewandte Kunst
- 1967 Verleihung des Preises der Stadt Wien
- 1982 Verleihung der Kulturmedaille der Stadt Linz und Goldene Medaille der Gesellschaft bildender Künstler Österreichs, Künstlerhaus.
- 1988 Oberösterreichischer Landeskulturpreis
- 1989 Ehrenmedaille der Bundeshauptstadt Wien in Silber und Ehrenmedaille der Universidad Autónoma de de México
- 1990 Heinrich-Gleißner-Preis
- 2002 Österreichisches Ehrenkreuz für Wissenschaft und Kunst

## Werk
Fritz Riedls Werke fanden in den 1950er Jahren rasch internationale Anerkennung. Er war im Jahr 1954 Teilnehmer der Biennale von Venedig. 1959 nahm er an der documenta 2 in Kassel in der Abteilung Tapisserie teil. 1963 stellte er bei der Biennale von São Paulo aus. Die Gestaltung seiner Bildwirkereien war anfangs abstrakt-geometrisch, in den fünfziger Jahren nahm er den Stil des Informel bei seiner Teppichgestaltung auf.
Wichtigste Werke:
- 1954 Bildteppich, Klingsporschriftmuseum in Offenbach
- 1954 Bildteppich, Galerie bei der Albertina-Zetter
- 1957 Bildteppich, Staedtische Galerie Darmstadt
- 1960 Bildteppich, Artothek des Bundes
- 1960 Bildteppich, Sammlung Ströher, Darmstadt
- 1961 Bildteppich, MAK – Museum für angewandte Kunst, Wien
- 1961 Bildteppich, Lentos Kunstmuseum Linz
- 1961 Bildteppich, Galerie Springer
- 1961 Bildteppich, Kulturabteilung der Stadt Wien
- 1961/81 Zwei Bildteppiche, Investkredit Bank AG
- 1962 Bildteppich, Weltgesundheitsorganisation in Genf
- 1962 Bildteppich, Kongreßhaus Wien
- 1962 Bildteppich, Bundesministerium für Unterricht und Kunst
- 1962 Bildteppich, Pfarrkirche Heiliger Geist in Linz
- 1963 Bildteppich, Europarat in Straßburg
- 1963 Bildteppich, Gewerkschaft der Eisenbahner
- 1963 Bildteppich, Artothek des Bundes
- 1965 Bildteppich, Rathaus Kopenhagen
- 1965 Bildteppich, Svea Galerie, Stockholm
- 1966 Bildteppich, Galerie Misrachi, Mexiko-Stadt
- 1968/88 Zwei Bildteppiche, Baxter AG Wien
- 1969 Bildteppich, Galerie Kaiser, Wien
- 1969/83/84/88/94/96 Sechs Bildteppiche, Neue Galerie Wien
- 1970 Bildteppich, Galerie Misrachi, Mexiko-Stadt
- 1973 Zwei Wandteppiche Pfarrkirche Heiliger Geist in Linz
- 1973 Bildteppich, Bundesministerium für Unterricht und Kunst, Wien
- 1974 Bildteppich, Österreichische Nationalbank, Wien (durch Brand zerstört)
- 1975/76 Zwei Bildteppiche, Galerie Kin, Mexiko-Stadt
- 1976/79 Drei Bildteppiche, Galerie Kaiser, Wien
- 1977 Bildteppich, Bank Austria
- 1977 Bildteppich, Musikschule der Stadt Linz
- 1979 Bildteppich, Uno City, Wien
- 1980 Drei Bildteppiche, Nationalbank in Wien
- 1980 Bildteppich, Österreichische Nationalbank
- 1980 Bildteppich, Oberbank Linz
- 1982 Bildteppich, Volkstheater Wien
- 1983 Bildteppich, Mobil-Haus in Wien
- 1983 Bildteppich, Schwarzenbergplatz Wien Telekom Austria
- 1983 Bildteppich, St.Barbara-Friedhof Linz
- 1983 Bildteppich, Firma Hofmann-Laroche Wien
- 1983/84/86 Drei Bildteppiche, Galerie Carinthia, Klagenfurt
- 1984 Zwei Bildteppiche, Handelsakademie Wien
- 1984 Zwei Bildteppiche, Bundeskammer der gewerblichen Wirtschaft
- 1985 Bildteppich, Neues Rathaus in Linz
- 1986 Bildteppich, Firma Feuerstein, Traun
- 1987 Bildteppich, Investkredit Bank AG
- 1987 Bildteppich, Oberösterreichische Landesregierung
- 1989 Bildteppich, Museo de Arte Moderno, Mexiko-Stadt
- 1989 Bildteppich, Allgemeine Sparkasse Linz
- 1990 Drei Bildteppiche, Musikhochschule in Graz
- 1998 Bildteppich, Taufkapelle der Jesuitenkirche in Wien